# ワクチン接種記録システム
ワクチン接種記録システム（ワクチンせっしゅきろくシステム、英語: Vaccination Record System）とは、日本国内での新型コロナウイルスの感染拡大に対し、その封じ込めを目指して2021年（令和3年）に開始されたCOVID-19ワクチン接種において、接種日や接種回数といった個々人の接種状況を記録および一元的に管理することを目指して開発されたシステムである。略称、VRS（ブイアールエス）。開発はミラボが担当。

## 概要
従来、予防接種に関する情報を「予防接種台帳」にて管理しており、管理方法も自治体ごとで異なっていた。また、ワクチン接種から予防接種台帳に接種記録が反映されるまでに2、3か月程かかっていたとされる。しかし、コロナ禍での新型コロナウイルスワクチンの接種においては、集団免疫の獲得によるウイルス拡大の封じ込めを目指して、広く国民に対し、同時期に複数回の接種を迅速に展開することが求められるという特殊な状況となった。そこで、政府から自治体への対応や、災害時での接種継続能力にも考慮し、より迅速かつ一元的に集計できるように開発されたのがVRSである。
内閣官房情報通信技術(IT)総合戦略室が中心となって2021年1月から開発が進められ、開発人員も当初は約20人だったが、厚生労働省や経済産業省、また地方自治体や民間企業など他部署からの出向者を含め約50人に増員された。2021年2月17日付でミラボと契約を締結した。なお競争入札ではなく随意契約であり、随意契約にした理由についてIT室は「4月の高齢者の接種開始に間に合わせるため」と説明した。初期の発注額は約3億8500万円。その約2か月後の4月12日にリリースされ、本格稼働を開始した。
その後新型コロナワクチン接種証明書アプリの開発で改修が行われている。
VRSでは氏名、生年月日を「接種者情報」、接種日や接種回数、接種する、もしくは接種したワクチンのメーカーを「接種記録情報」、その他接種状況を「統計情報」として管理する。市区町村にて「接種者情報」を登録、接種を行う自治体や医療機関、企業が「接種記録情報」を登録し、「統計情報」は「統計情報ダッシュボード」として自治体等のホームページで公開される仕組みとなっている。
各市区町村に設置される接種会場でのシステムの接種券の読み取りといった機能の利用を可能とするために、政府より各自治体へNTTドコモの「dtab d-41A」（シャープ株式会社製）と「dtab Compact d-42A」（レノボ・ジャパン合同会社製）、計5万1000台が調達、配布されているとみられる。接種券読み取りに関しては、自治体で独自システムを利用しており、配布されたタブレットを使用しない場合、CSVファイルを通してVRSに登録する方法もある。

### 問題
内閣官房から各自治体に配布されたタブレットのカメラを用いて接種券に記載された18桁の数字を光学文字認識（OCR）によって読み取る方式が採用されたが、読み取りがうまくいかず、やむなく手動で入力しなければいけなくなるケースも報告された。また、大阪府大阪市などで導入が進まない事例も散見された。なお、厚生労働省健康局健康課令和2年10月23日付事務連絡において、接種券の仕様として、接種情報登録用バーコードを市区町村システム入力支援用の任意記載事項とし、OCR ライン（券種〈1桁〉＋回数〈1桁〉＋市町村コード〈6桁〉+ 券番号〈10 桁・固定値〉）を代行機関システム入力支援用としたため、バーコードの規格・印刷は全国で統一されていなかった。
これは、コロナ禍で業務が増加したことによる自治体での人手不足や2か月という短期で開発されたことに起因する利便性の低さや新型コロナ関係のシステムの「乱立」によるものとも指摘されている。配布タブレットを用いた接種券の読み取り方に関しては、デジタル庁のYouTubeチャンネルより使用方法の解説動画や文書も公開されている。